# Nicole Vandenbroeck
Nicole Vandenbroeck est une ancienne cycliste belge, née le 9 novembre 1946 à Meise et morte le 17 avril 2017.

## Palmarès

### Palmarès sur route
- 1967
  - 10e du championnat du monde sur route
- 1968
  - 2e du championnat de Belgique sur route
  - 9e du championnat du monde sur route
- 1969
  -  Championne de Belgique sur route
  - 4e du championnat du monde sur route
- 1970
  -  Championne de Belgique sur route
- 1972
  - 2e du championnat de Belgique sur route
  - 9e du championnat du monde sur route
- 1973
  -  Championne du monde sur route
  -  Championne de Belgique sur route
- 1974
  -  Championne de Belgique sur route
  - 8e du championnat du monde sur route
- 1975
  - Trofeo Alfredo Binda-Comune di Cittiglio
  - 7e du championnat du monde sur route
- 1976
  - 2e du championnat de Belgique sur route
  - 5e du championnat du monde sur route
- 1977
  -  Championne de Belgique sur route

### Palmarès sur piste
- 1967
  - 3e du championnat de Belgique de poursuite
- 1969
  - 2e du championnat de Belgique de poursuite
- 1975
  -  Championne de Belgique de poursuite
- 1976
  -  Championne de Belgique de poursuite
- 1977
  -  Championne de Belgique de poursuite
- 1978
  - 3e du championnat de Belgique de poursuite
- 1979
  -  Championne de Belgique de poursuite